# Onyx rugatus
Onyx rugatus är en rundmaskart som beskrevs av Christian Wieser 1959. Onyx rugatus ingår i släktet Onyx och familjen Desmodoridae. Inga underarter finns listade i Catalogue of Life.